# Parellada
La parellada B est un cépage blanc espagnol.

## Origine
Ce cépage est issu du vignoble de Catalogne. Cultivé sur 10 390 hectares en 1989, il reste au même niveau en 2004 avec environ 10 000 hectares. Il n'a pratiquement pas débordé des frontières de son terroir natal.

## Synonymes
Il peut aussi porter les noms de martorella, montenega, montonec, montonech, montoneo, montonero, montonet, parellada blanc, perelada et perellada.

## Caractères ampélographiques

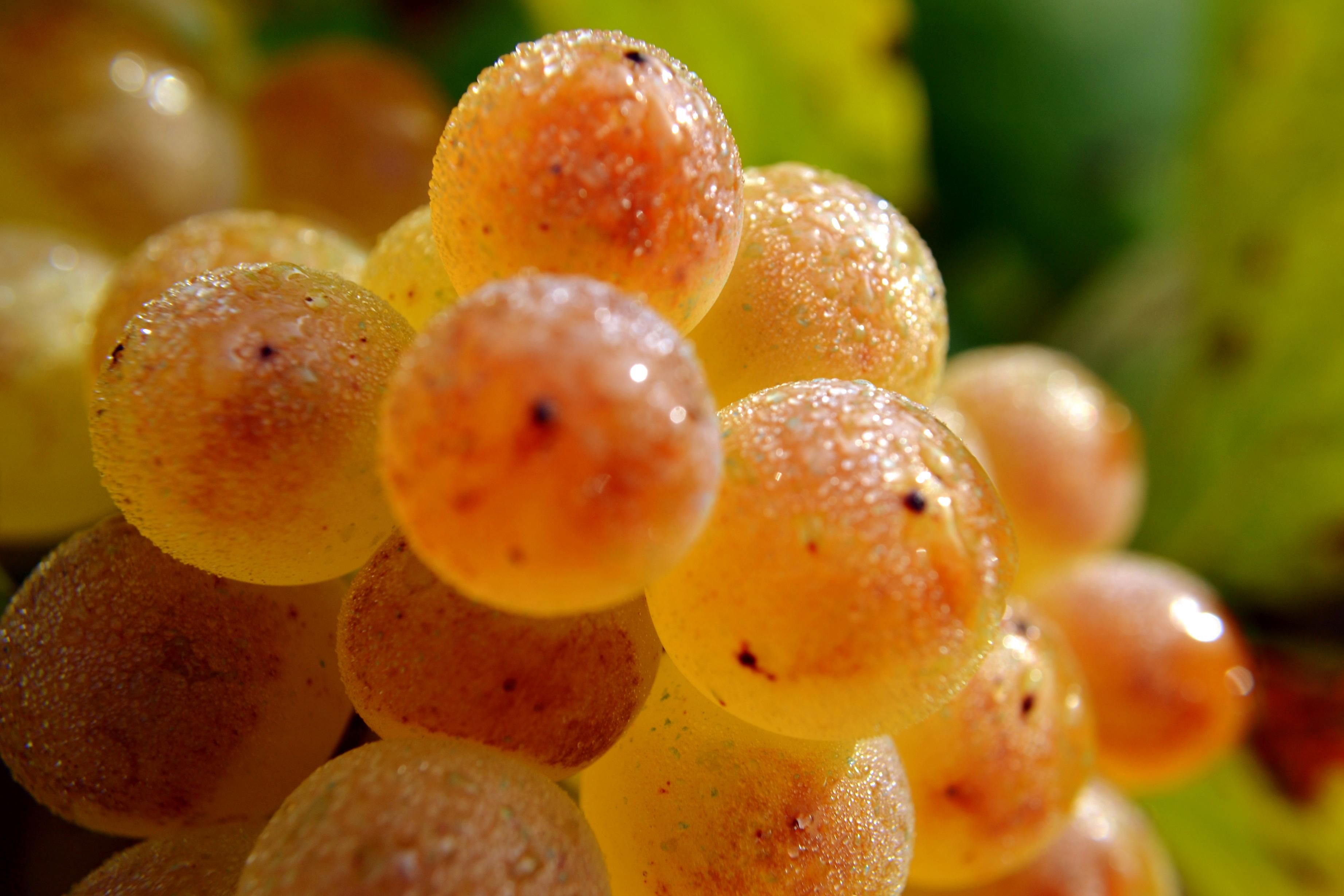
Grappe de Parellada.

Le bourgeonnement est cotonneux et les jeunes feuilles bronzées. Le rameau herbacé est rougeâtre.
Les feuilles adultes sont moyennes et circulaires. Les sinus latéraux sont très enfoncés et le sinus pétiolaire en lyre fermé avec le départ des nervures légèrement rosé. Le limbe est bordé de dents courtes et convexes. Le dessous des feuilles est modérément velu. Les vrilles et pétioles sont courts.
Les grappes sont de taille très variable et compactes. Les baies jaune-vert sont grosses et sphériques, de saveur neutre.

## Aptitudes

### Culturales
Ce cépage est très bien adapté à son terroir. La maturation lente, ralentie par la plantation en altitude jusqu'à 800 m, permet une finesse aromatique très intéressante. Il est également en bonne adéquation avec le sol crayeux. La fertilité aléatoire des premiers bourgeons incite à le conduire en taille longue.
En revanche, il se montre sensible aux maladies cryptogamiques comme le mildiou et l'oïdium, ainsi qu'à la sécheresse.

### Œnologiques
Ce cépage productif donne un vin très fin, élégant, fruité et acide. Il ne conserve pas longtemps ses qualités et doit être bu jeune. Il est aussi remarquablement bien adapté à l'élaboration de vins effervescents. Il confère à l'assemblage structure, finesse et longueur en bouche.

## Sources